# マイケル・フィッシュ
マイケル・フィッシュ（Michael Fish、1940年 – 2016年）は、1960年代から1970年代にかけて数々の英国ファッションを象徴するスタイルを生み出した、イギリスのファッションデザイナーである。特にキッパータイ（幅広ネクタイ）のデザインで知られる。

## 経歴

### ファッションデザイナーとして
マイケル・フィッシュは1940年、ロンドンのウッド・グリーンで生まれた。母ジョーンはウィンチモア・ヒルの薬局に勤務し、父シドニーは競馬場のブックメーカーを務めていた。兄フィリップと姉レスリーがいる。
シャツ作りの徒弟としてキャリアを始め、1960年代初頭にはジャーミン・ストリートにある伝統的な紳士服店ターンブル&アッサーでシャツデザイナーとして働いた。彼のデザインは当時の保守的な男性ファッションへの反発であるピーコック革命を象徴するものであり、花柄やフリルなどの装飾的要素を取り入れたスタイルが特徴的だった。
1966年、バリー・セインズバリー（1929–1999）と共に「Mr. Fish」という名のメンズウェアショップをメイフェアのクリフォード・ストリート17番地にオープン。特にシャツとネクタイのビスポーク（注文製作）で知られた。
Mr. Fishは華やかで注目を集める衣服を提供するブティックとして評判となり、ピーター・セラーズ、スノードン卿、デヴィッド・ボウイなど1960〜70年代の著名人たちが愛用した。
1970年代半ば、Mr. Fishは閉店し、フィッシュはニューヨークのブランド「Sulka」で勤務。Sulkaはシルク製のフーラード（ドレッシングガウン）で知られる。その後1978年にロンドンに戻り、ボンド・ストリートのエンバシー・クラブでジェレミー・ノーマンのもと、接客係として働いた。当時このクラブはスタジオ54のロンドン版とも呼ばれた。
フィッシュのデザインは数々の流行を生み出し、キッパータイのほかにも1967年冬にロンドンとニューヨークで流行したポロネックのスタイルも彼によるものとされる。
特に物議を醸したデザインは「男性向けのドレス」であり、これはデヴィッド・ボウイが『世界を売った男』のアルバムジャケットで、またミック・ジャガーが1969年のハイドパーク慈善コンサートで着用したことで知られている。
2004年に重度の脳卒中を患ったのち、フィッシュのブランドはデヴィッド・メイソンにより買収された。

### 映画衣装デザイン
1960年代半ばから1970年代初頭にかけて、フィッシュのデザインは数々の映画にも登場する。『パフォーマンス』ではミック・ジャガーが彼のデザインによる男性用ドレスを着用した。ピーター・セラーズ主演の『There's a Girl in My Soup』では衣装デザインにクレジットされている。また、ドクター・フーで3代目ドクターを演じたジョン・パートウィーのベルベットのジャケットやフリルシャツも彼のデザインである。

### 私生活
2004年に動脈破裂により脳卒中を発症。その後は療養施設で過ごし、2016年に死去した。生涯独身で子供もいなかった。

## ギャラリー

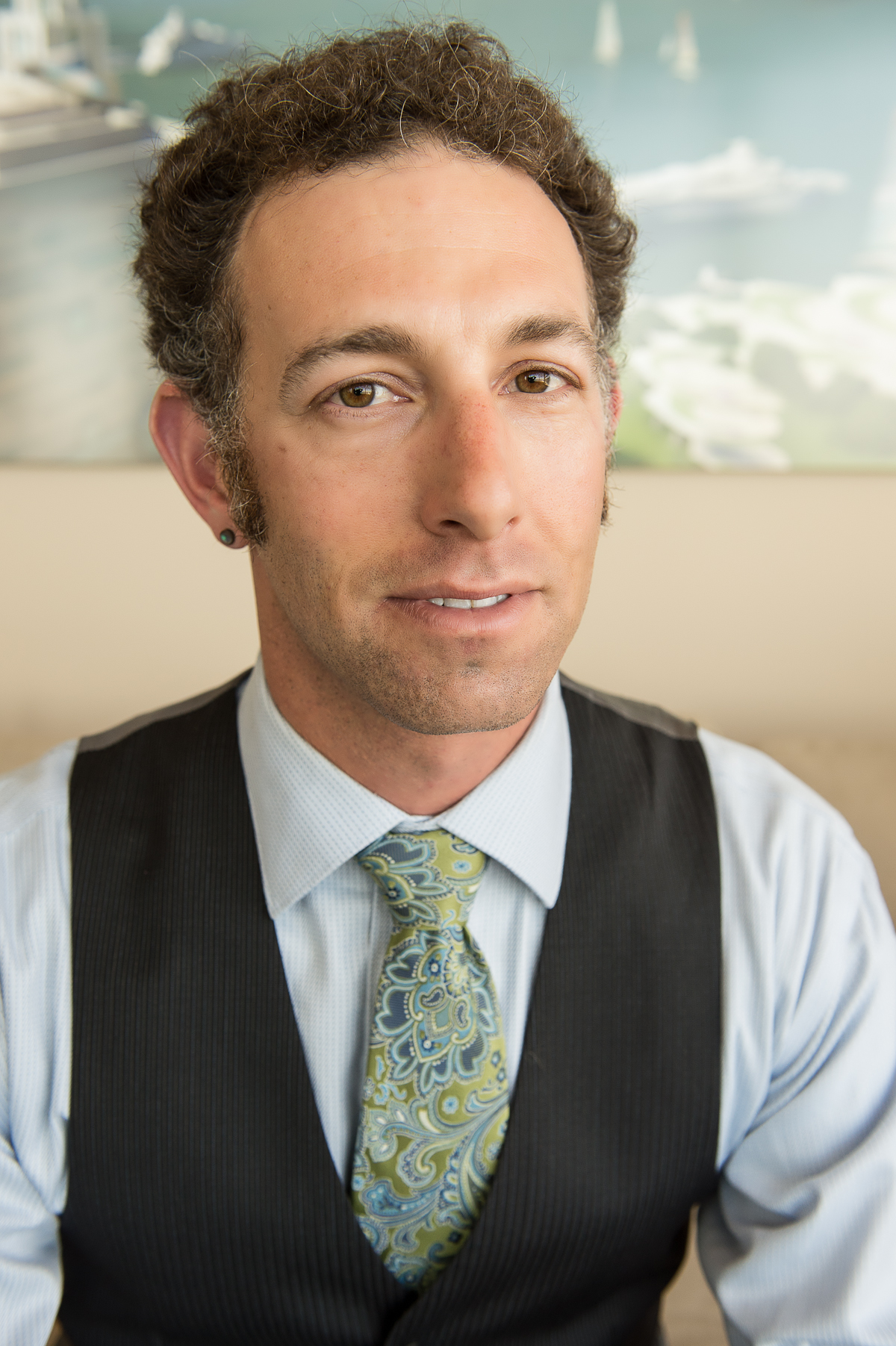
キッパータイを着用するシーステディング協会のランディ・ヘンケン（2012年）
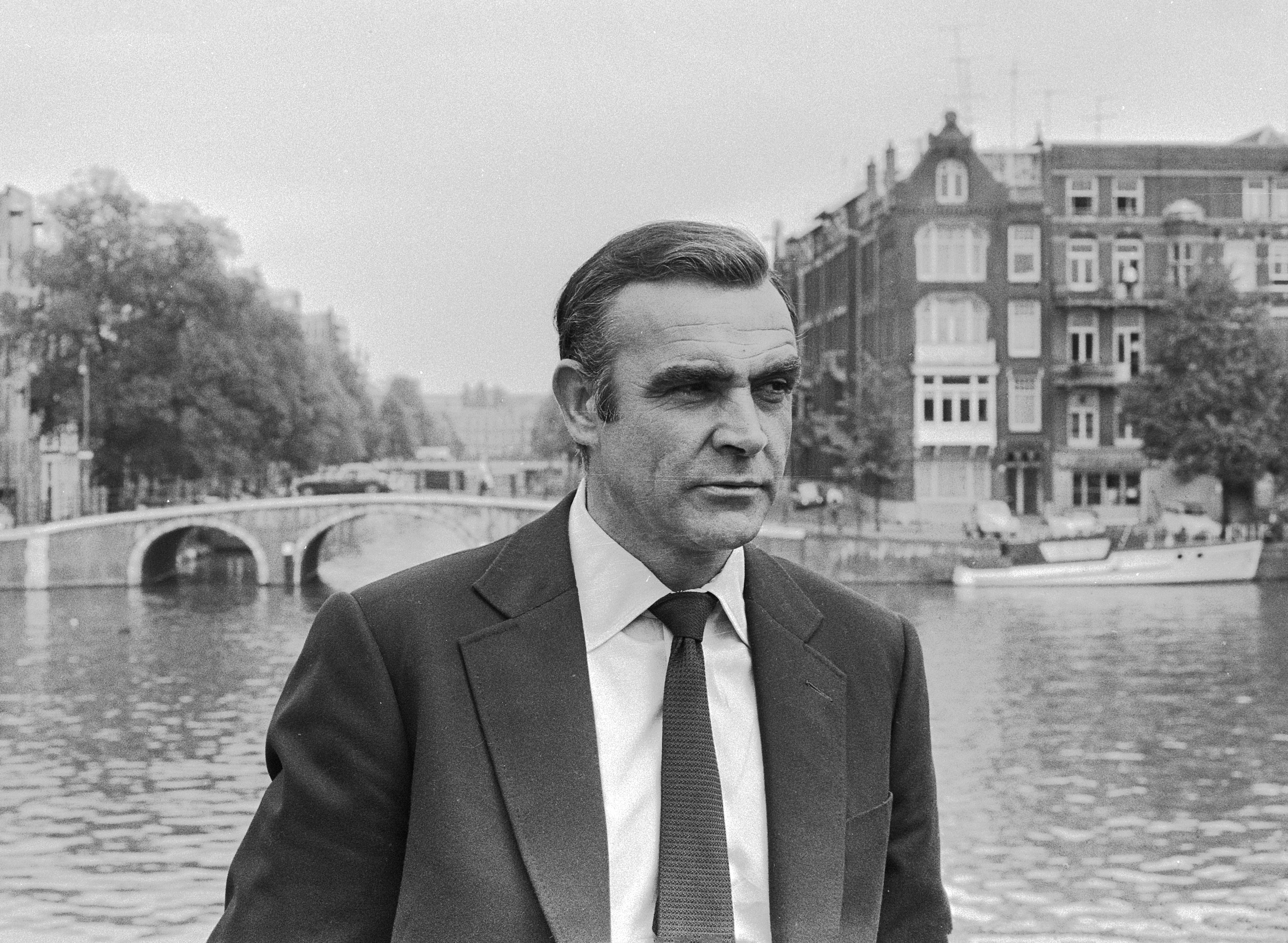
『ダイヤモンドは永遠に』でジェームズ・ボンドを演じたショーン・コネリー（フィッシュのデザイン）
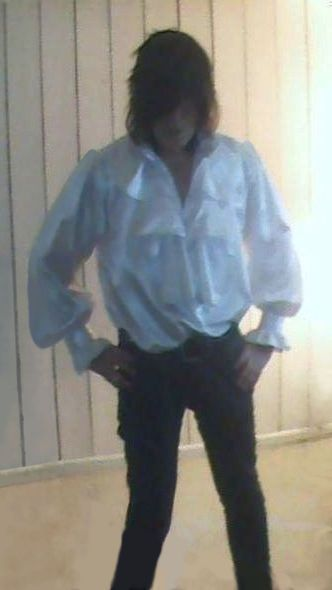
ミック・ジャガーが1969年のハイドパーク・コンサートで着用したフリル付きシャツドレス
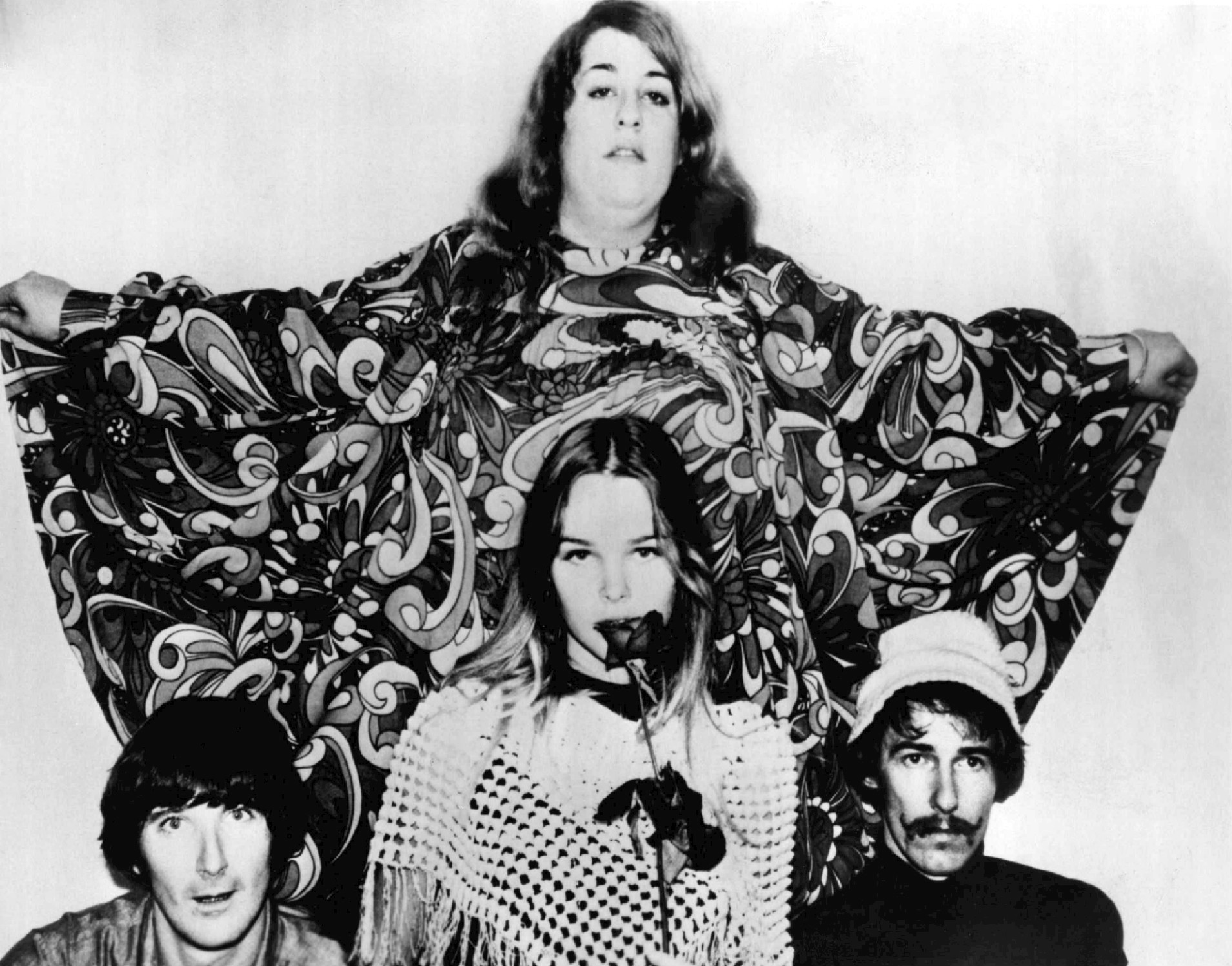
キャス・エリオットが着用したとされるカフタン（1967年）
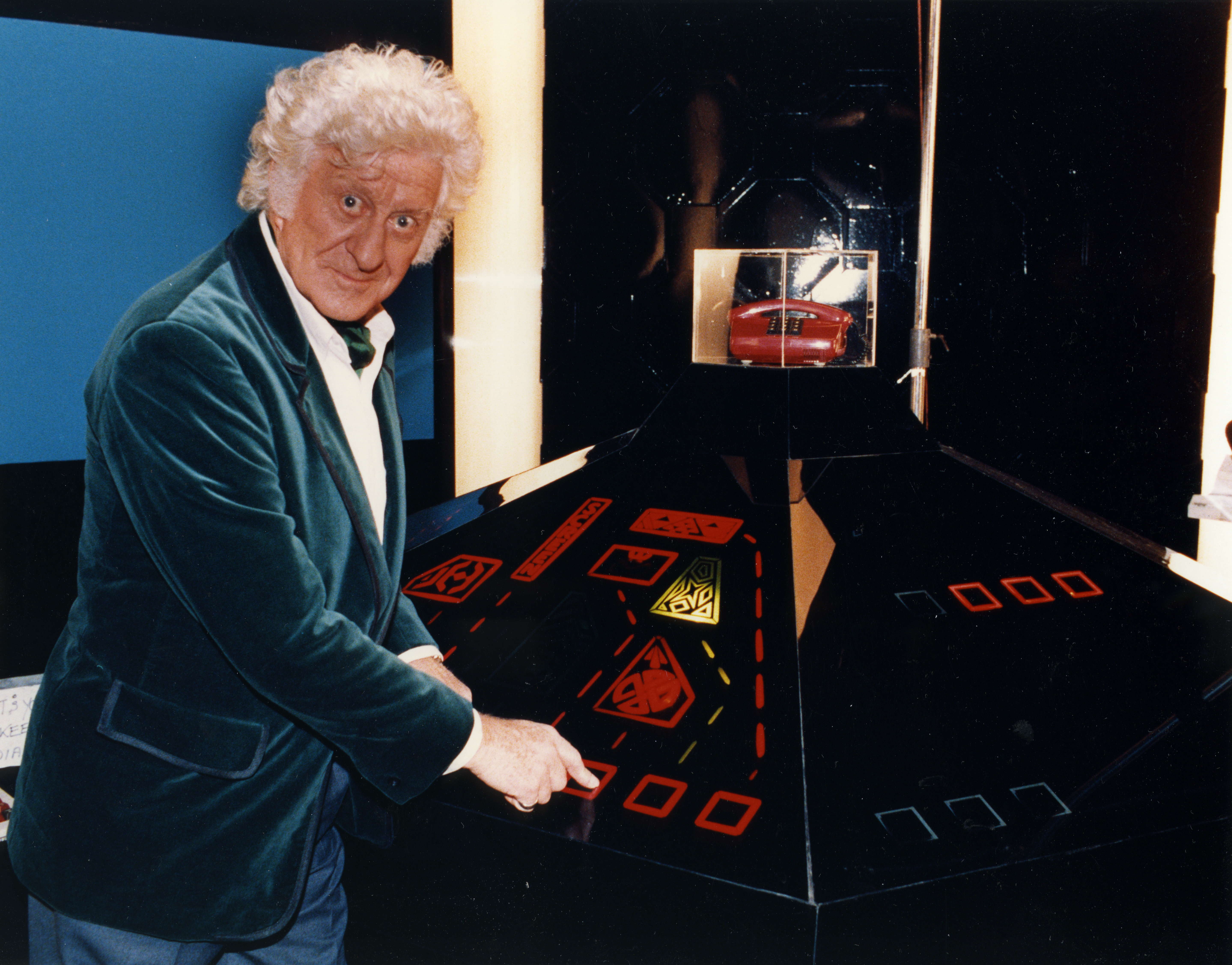
『ドクター・フー』の3代目ドクター時代の衣装（ジョン・パートウィー）